# Santa Colomba de Somoza (kommunhuvudort)
Santa Colomba de Somoza är en kommunhuvudort i Spanien.   Den ligger i provinsen Provincia de León och regionen Kastilien och Leon, i den nordvästra delen av landet, 300 km nordväst om huvudstaden Madrid. Santa Colomba de Somoza ligger 1 001 meter över havet och antalet invånare är 510.
Terrängen runt Santa Colomba de Somoza är kuperad västerut, men österut är den platt. Runt Santa Colomba de Somoza är det glesbefolkat, med 11 invånare per kvadratkilometer. Närmaste större samhälle är Astorga, 15,5 km öster om Santa Colomba de Somoza. 